# Schonderfeld
Schonderfeld ist ein Gemeindeteil der Gemeinde Gräfendorf im unterfränkischen Landkreis Main-Spessart in Bayern.

## Geographie
Das Kirchdorf liegt auf 168 m ü. NHN am linken Ufer der Fränkischen Saale zwischen Gräfendorf und Wolfsmünster. Oberhalb des Ortes auf dem Gumenberg (365 m), befindet sich Neutzenbrunn.

## Name
Wovon sich der Ortsname Schonderfeld ableitet, ist nicht genau bekannt. Es werden zwei Erklärungen genannt:
- Der Name geht auf den Volksstamm mit dem Namen Schunder zurück, die sich in dem Gebiet der Ansiedlung niederließen.

- Der Ortsname leitet sich von einem ursprünglichen Flurnamen gegenüber der Mündung der Schondra ab.